# Inodrillia hesperia
Inodrillia hesperia é uma espécie de gastrópode do gênero Inodrillia, pertencente a família Horaiclavidae.